# Cotoneaster qungbixiensis
Cotoneaster qungbixiensis là loài thực vật có hoa trong họ Hoa hồng. Loài này được J. Fryer & B. Hylmö mô tả khoa học đầu tiên năm 2008.